# Аутгрупа
Аутгрýпа (від англ. out-group — поза групою) — група людей, у відношенні якої індивід не відчуває приналежності чи ідентичності, внаслідок чого до неї формується недовіра чи ворожість, а члени такої групи бачаться індивіду як «не ми», «чужі», «не наші», тощо.
Аутгрупа протиставляється інгрупі (групі людей, у відношенні якої індивід навпаки відчуває ідентичність й належність і сприймає членів цієї групи як «ми», «свої», «наші», тощо).

## Історія
Вперше аутгрупу, як і інші соціальні утворення з позицій приналежності до них індивідів, почав вивчати американський соціолог і філософ Вільям Самнер. У своїй ґрунтовній праці «Народні звичаї» (англ. Folkways) він вперше запропонував дихотомічний поділ соціальних груп на «ми-група» (англ. we-group) та «вони-група» (англ. they-group).